# 스텔라리스

스텔라리스(Stellaris)는 패러독스 인터랙티브의 자회사인 패러독스 개발 스튜디오에서 개발하고 배급한 은하계를 배경으로 한 4X 및 실시간 대전략 SF 게임으로, 게임스컴 2015에서 처음으로 공개되었다.
기획자인 Henrik “Doomdark” Fåhreus은 개발 다이어리에서 자신들의 꿈인 '인류 연대기'를 모두 게임 안에 이루기 위해서라고 스텔라리스의 개발 이유를 밝히고 있다.
패러독스 사의 크루세이더 킹즈, 유로파 유니버설리스, 빅토리아, 하츠 오브 아이언 시리즈를 이어 다음 시대의 게임 축을 담당하고 있다.

## 게임 개요
스텔라리스는 2200년도에 초광속 항해를 갓 개발한 문명에서부터 시작하는 게임으로, 종족을 선택하고 원하는 여러 가지 기술과 함선 디자인을 만들수 있으며, 다른 항성계로 식민선을 보내서 식민지를 개척할 수 있다. 그리고 영역을 넓혀가며, 다른 종족들과 만남을 통해 외교를 벌이고 전쟁이 일어날 수 있다. 불가침 조약을 맺고 상호방위 조약등을 맺으며 연맹 및 연합을 결성할 수 있고 게임이 진행되다 보면 고대에 몰락 했던 몰락 제국이 각성을 하여 은하계를 위협할 수 있고 보호할 수도 있다. 또한 다른 차원의 존재나 세력들이 플레이어의 은하계를 침공할 수도 있으며, 은하계의 여러 기계들의 반란이 발생 할 수도 있다.

## 확장팩 DLC

### 플랜토이드 (Plantoid)
2016년 8월 4일 출시되었으며, 식물형의 종족들의 도시 및 함선등이 추가되었다.

### 레비아탄 (Leviathans)
2016년 10월 20일 출시되었으며, 천상의 전쟁, 수호자, 엔클레이브 컨텐츠가 추가되었다. 천상의 전쟁은 몰락제국이 각성하게 되면 다른 반대 성향 라이벌의 몰락제국이 같이 각성하게 되며 한쪽이 멸종할 때까지 전쟁을 이어간다.
일반제국들은 전쟁에 응하여 한쪽 세력에 가담하거나 중립 세력으로 유지할 수 있다. 하지만 중립세력은 두 세력을 모두 상대해야 하기 때문에 주의를 요한다.
수호자는 은하계 곳곳에 랜덤으로 나타나는데 시작하는 은하의 크기에 따라 나타나는 수도 다르고 크면 클수록 종류도 다양해진다. 엔클레이브를 통하여 이들의 정보를 얻을 수 있거나 수호자들을 도와주거나 물리칠 경우 매우 좋은 보상이 주어진다.

(에테르 드레이크, 무한의 기계, 차원의 괴물, 수수께끼 요새, 자동화 드레드노트, 스펙트럼 유령, 항성 포식자, 하이브 소행성대)
엔클레이브는 우주 스테이션에 거주하는 중립적인 상인, 예술가, 학자들이며, 이들과 거래하거나 좋은 관계를 유지하여 더 좋은 보너스를 얻을 수 있거나 여러 이벤트가 존재하며 이들을 파괴할 수도 있다. 다만 파괴하면 모든 엔클레이브와 관계가 나빠진다.

### 호라이즌 시그널 (Horizon Signal)
2016년 12월 5일 출시되었으며, 무료 확장팩이다. 이 DLC의 이벤트 체인은 블랙홀에 진입할 때마다 낮은 확률로 시작되는데 이벤트가 상당히 길며 심오한 스토리를 가지고 있다. 여러 희생을 하면 좋은 보상들이 있을 수 있고 희귀 연구등을 얻을 수 있다.

### 유토피아 (Utopia)
2017년 4월 7일 출시되었으며, 상당한 많은 컨텐츠를 담은 확장팩이다. 여러 다양한 체제와 승천이라는 메뉴가 등장하고 노예의 세분화 및 정화기능, 거대 구조물등의 주요 컨텐츠이다. 종족의 승천에는 3가지 라인이 존재하며 생물학적, 정신적, 기계적 승천이 존재하며 하나의 승천루트를 결정하면 다른 2가지의 승천을 할 수 없다. 각 승천에는 단점이 존재하지만 그에 비해 엄청난 장점과 재미가 있다. 생물학적 승천에는 종족의 DNA의 모든 것을 변경할 수 있으며 정신적 승천은 종족에게 사이오닉 특성을 부여하며 장막이라는 특수 컨텐츠에 도달할 수 있게 해준다. 기계적 승천은 육체를 버리고 신체를 기계로 대체하여 엄청난 특성과 불멸을 가지게 된다. 거대 구조물은 거주 가능한 행성 말고도 다른 가스행성이나 불모지 행성의 궤도에 거주지를 건설하여 공간을 확보하는 궤도 거주지, 한 항성을 거대 구조물로 막아 에너지를 쓴다는 상상의 구조물 다이슨 스피어, 항성계의 모든 행성들과 소행성들 자원으로 항성을 둘러 가공의 공간을 만드는 링 월드, 행성등 궤도에 거대한 과학기지를 만들어 엄청난 과학 연구를 진행할 수 있는 과학 넥서스등이 있다.

### 초상화 기념일 (Anniversary Portraits)
2017년 5월 9일에 출시되었으며 호라이즌 시그널과 마찬가지로 무료 확장팩이다. 5개 외계종족 초상화와 3개 종족이 포함되어 있다.

### 신스의 여명 (Synthetic Dawn)
2017년 9월 21일에 출시된 기계 제국의 확장팩이다. 기존과 다르게 시작부터 기계제국으로 시작할 수 있으며, 이들은 기계적 승천을 한 다른 제국들과 다르게 하나의 마음(하이브 마인드) 체제이다. 3가지의 사회체제가 기계제국에 포함되어 있다.
또한 기계 제국에 맞게 승천메뉴가 달라지며 기계제국용의 승천이 포함되어 있다.

### 인간형 종족 팩 (Humanoids Species Pack)
2017년 12월 7일에 출시된 종족 팩이다. 인간형의 종족 초상화와 서양 SF에서 따온 함선과 기지, OST, 조언자 음성등이 추가 된다.

## 같이 보기
- 패러독스 인터랙티브 게임 목록